# Huron University College

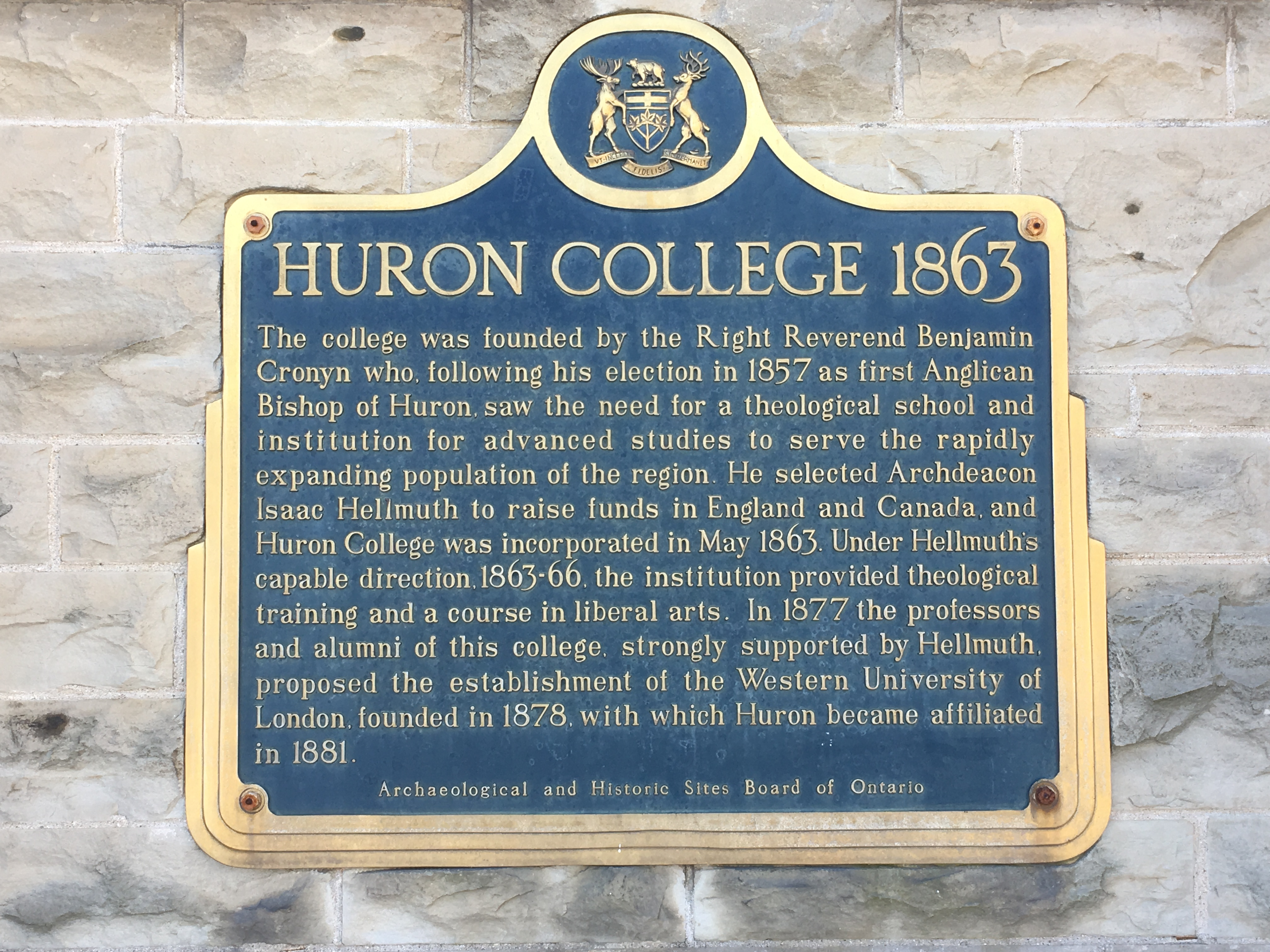
Huron University College (Historische Tafel)

Das Huron University College, seit 2019 Huron University, ist ein öffentliches College in London, Ontario, Kanada. Es ist eine koedukative Einrichtung der University of Western Ontario.
Die Hochschule wurde 1863 durch zwei anglikanische Priester gegründet und ist die Gründungsorganisation der 1878 gegründeten University of Western Ontario. 2000 erfolgte die Umbenennung zur Huron University College und 2019 zur Huron University - Huron at Western.
Die Hochschule ist zudem Ausbildungsstätte der Anglikanischen Kirche von Kanada.